# 小田雅久仁
小田 雅久仁（おだ まさくに、1974年6月6日 - ）は、日本の小説家、ファンタジー作家。宮城県仙台市出身。

## 経歴・人物
7歳で兵庫県へ転居し、10歳のときに大阪府へ再び転居。現在でも大阪府豊中市に在住している。関西大学法学部政治学科卒業。
2003年、「影舞」で第15回日本ファンタジーノベル大賞の最終候補作となる。2009年に『増大派に告ぐ』が第21回日本ファンタジーノベル大賞を受賞し、作家デビューした。
2013年、『本にだって雄と雌があります』が第3回Twitter文学賞国内部門で第1位となった。2014年、「11階」で第25回SFマガジン読者賞国内部門を受賞。2022年、『残月記』で第43回吉川英治文学新人賞を受賞。2023年、同作で第43回日本SF大賞を受賞。
好きな作家としては、コーマック・マッカーシー、アゴタ・クリストフなどの名をあげる。

## ランキング
- 週刊文春ミステリーベスト10
  - 2023年 - 『禍』20位

- ミステリが読みたい!
  - 2024年 - 『禍』14位

- このホラーがすごい！
  - 2024年 - 『禍』1位

## 作品

### 書籍
- 『増大派に告ぐ』（新潮社、2009年11月）
- 『本にだって雄と雌があります』（新潮社、2012年10月 / 新潮文庫、2015年8月）
- 『残月記』（双葉社、2021年11月）
  - 「そして月がふりかえる」 - 『小説推理』2016年2月号
  - 「月景石」 - 『小説推理』2017年7月号 - 8月号
  - 「残月記」 - 『小説推理』2019年4月号 - 7月号
- 『禍』（新潮社、2023年7月）
  - 「食書」 - 『小説新潮』2013年9月号 → 大森望、日下三蔵 編『さよならの儀式 年刊日本SF傑作選』（創元SF文庫、2014年6月）所収
  - 「耳もぐり」 - 『小説新潮』2011年9月号
  - 「喪色記」 - 『小説新潮』2022年8月号（「灰色の獣たち」改題）
  - 「柔らかなところへ帰る」 - 『小説新潮』2014年3月号
  - 「農場」 - 『小説新潮』2014年11月号
  - 「髪禍」 - 『小説新潮』2017年6月号 → 大森望、日下三蔵 編『プロジェクト:シャーロック 年刊日本SF傑作選』（創元SF文庫、2018年6月）所収
  - 「裸婦と裸夫」 - 『小説新潮』2021年12月号

### 雑誌掲載短篇
- 「少女が重みを返すとき 」 - 『小説新潮』2012年9月号
- 「囚われ、分かたれ、愛される」 - 『小説すばる』2013年9月号
- 「11階 」 - 『S-Fマガジン』2013年6月号
- 「人生、信号待ち」 - 『en-taxi』Vol.40 → 伴名練 編『日本SFの臨界点［恋愛篇］ 死んだ恋人からの手紙』（ハヤカワ文庫JA、2020年7月）所収
- 「ひとりの時間」 - 『つんどく！』vol.2
- 「廃り」 - 『S-Fマガジン』2014年5月号
- 「売れ残った男」-『月刊ジェイ・ノベル』2014年7月号
- 「明滅」 - 『小説トリッパー』2014年秋号 → 『「いじめ」をめぐる物語』（朝日新聞出版、2015年9月）所収
- 「長城」 - 『S-Fマガジン』2015年1月号 - 4月号
- 「預言者」 - 『小説新潮』2015年9月号
- 「古池町綺譚」 - 『紙魚の手帖』vol.06 AUGUST 2022
- 「扉人」 - 『紙魚の手帖』vol.12 AUGUST 2023
- 「禊」 - 『小説新潮』2025年3月号
- 「静寂ヶ丘」 - 『小説現代』2025年3月号

### アンソロジー掲載作品
- 「よぎりの船」 - 『万象』惑星と口笛ブックス　2018年12月
- 「ラムディアンズ・キューブ」 - Genesis SOGEN Japanese SF anthology 2021- 創元日本ＳＦアンソロジー2021
- 「旅路」 - 『万象３』惑星と口笛ブックス　2023年12月